# Palánkay Tibor
Palánkay Tibor SJ, 1947-ig Gausz Tibor (Palánka, 1907. április 11. – München, 1982. február 23.) magyar jezsuita szerzetes, a leánynevelés és a családpasztoráció apostola, lelkiségi író.

## Élete
Gausz Tibor 1907-ben született a Bács-Bodrog vármegyei Palánkán. 1918-tól a kalocsai jezsuita gimnázium növendéke, 1925-ben a be is lépett a rendbe. 1927-ben örök fogadalmat tett, 1928-ban pedig leérettségizett Kalocsán. A filozófiát Budapesten, Szegeden, a teológiát 1934-ben Innsbruckban, 1935-től Szegeden végezte. Itt szentelték pappá 1937-ben.
1939-ben a budapesti Manrézában, 1940-től Szegeden, 1942-től Szatmárnémetiben működött papként. 1943 májusa és 1944 májusa között tábori lelkész volt a fronton. Ezután Szatmárnémetibe, majd a kispesti jezsuita plébániára került, ahol 1949-ben házfőnök lett. 1946-ban alapította a Családok Szeretetszövetségét. 1950 szeptemberében, a rend feloszlatásakor a váci egyházmegyébe került. 1951-ben az egyházmegye elbocsátotta, villanyszerelőként dolgozott. 1955. augusztus 23-án letartóztatták, 1956 februárjában 8 évre elítélték. A váci börtönből még ez év októberében kiszabadult, 1957 októberében a büntetést kitöltöttnek vették. Ruhagyári munkás lett, majd 1959-től a pestlőrinci plébánia adószedője is. 1967-ben ment nyugdíjba. Ezután Kispesten volt kisegítő lelkész. 1973-ban kivándorolt Magyarországról. Rómában, majd haláláig Münchenben élt, ahol 1979-ig kórházlelkészi szolgálatot teljesített. 1982-ben hunyt el 74 évesen.

## Művei
- Ragyogó szemek [ifjúsági regény], Budapest, 1940 (Gausz Tibor néven)
- A jegygyűrűért, Budapest, 1941 (Gausz Tibor néven)
- Énekeljen a szíved is!, Budapest, 1942 (Gausz Tibor néven)
- Boldogasszony édes..., Budapest, 1943 (Gausz Tibor néven)
- Ha az ő szavát halljátok..., Budapest, 1943 (Gausz Tibor néven)
- Szívet a családnak, Budapest, 1945 (Palánkai Gausz T. néven)
- Világosodjék világosságtok. Leányok imakönyve, Budapest, 1945 (Palánkay T. néven)
- Családi szentóra, Budapest, 1947
- Két gyűrű egy boldogság, Budapest, 1947
- A szeretet aszketikája és misztikájaː
  - I. kötetː Kibontakozás (Életerőnk a szeretet címen, Rendesi M. álnéven) Salzburg, 1970. -
  - II. kötetː Életfeladat (kéziratban maradt)
  - III. kötetː Önátadás (kéziratban maradt)
  - IV. kötetː Az egység (kéziratban maradt)
- Veled beszélgetek, Salzburg, 1971 (Rendesi M. álnéven)
- Lelkivezetők könyveː 
  - I. kötetː Verjetek benne gyökeret, Gnadenwald, 1972 (Zimonyi S. álnéven)
  - II. kötetː Egyéniségünk kibontása, Linz, 1976 (Rendesi M. álnéven)
- A szeretet forrása, München, 1974